# Смена (газета)
«Смена» — молодёжная газета Санкт-Петербурга и Ленинградской области, выходила с 1919 года по 2015 год. Публиковала политические новости Санкт-Петербурга и России, обзоры политической и культурной жизни, помещала материалы, посвященные спорту, медицине, экологии, туризму, образованию, а также статьи для женщин (моды, косметика, уход за собой и прочее), автовладельцев, любителей домашних животных.
В сентябре 2015 года «Деловой Петербург» со ссылкой на источники в холдинге «Балтийской медиагруппа» Арама Габрелянова сообщил о закрытии газеты. Последний бумажный номер вышел 12 октября 2015 года.

## О газете
«Смена» — общественно-политическая газета Петрограда, Ленинграда, Санкт-Петербурга и Ленинградской области, являлась одним из старейших послереволюционных городских изданий с богатыми традициями. За всё время своего существования ни разу не меняла своё название. В советское время с 18 декабря 1919 по 28 января 1990 гг. являлась органом Петроградского губкома комсомола, затем Ленинградского обкома и горкома ВЛКСМ; при ней действовала первичная партийная организация КПСС. В постсоветское время газета стала независимым изданием.
Со 2 ноября 1941 по 3 июня 1944 года газета на своей площади печатала «Страницу пионера и школьника». С 1967 года выходило еженедельное приложение к газете — «Смена на студенческой стройке» как орган обкома и горкома ВЛКСМ и объединённого штаба студенческих строительных отрядов города Ленинграда. Тогда ее редакция располагалась в Ленинграде на улице Герцена. 5 октября 1984 года вышел 233-й номер газеты «Смена на студенческой стройке».

## Приложения к газете
По данным Российской национальной библиотеки:
- Иллюстрированное приложение к газете «Смена»: 1921 г.;
- «Будь жив!» — юмористическое приложение к газете «Смена» / еженедельный комсомольский юмористический журнал: 1925, 1 мая — [?];
- «Молодая деревня», еженедельное: 1929—1930;
- «Смена» — специальный выпуск для молодежи временно оккупированных территорий: 1942—1943;
- «Смена» — специальный выпуск для молодых восстановителей: 1944 — [?];
- «Смена» на торфопредприятии «Назия»: 1944 — [?];
- «Смена» на торфопредприятии «Ириновское»: 1944 — [?];
- «Смена» — специальное издание для ремесленных училищ и школ ФЗО: 1945 — [?];
- «Смена» фестивальная: 1957;
- «За дружбу»: 1958;
- «Смена» спортивная: 1958—1959, 1966;
- «Семь — в пять»: 1959—1962;
- «Смена» на студенческой стройке: 1967—1985;
- «Октябрьский штурм»: 1967 (К 50-летию Октябрьской революции);
- «Северная столица»: 1998;
- «Смена в метро»: 1999 — [?];
- Приложения к отдельным номерам.

## Юбилеи газеты

### 80 лет
На 80-летие выхода первого номера газету «Смена» поздравил президент России Борис Ельцин. В своем поздравлении он, в частности, отметил: 
«Одно из старейших ежедневных отечественных изданий, „Смена“ на протяжении десятилетий входит в число самых популярных молодёжных газет. В её истории — немало славных страниц. Несмотря на огромные трудности, газета без перерыва выходила даже в суровые дни Великой Отечественной. Во время ленинградской блокады выпускались специальные номера для защитников города на Неве. Именем любимой газеты был назван первый гидросамолёт МВФ и первый траулер Северной верфи, молодёжный кинотеатр и сверхтвёрдый сплав». «Сегодня „Смена“ — популярное общественно-политическое издание, которое с интересом читают подростки и пенсионеры, бизнесмены и домохозяйки. Для газеты, как и прежде, свойственны оперативность, независимость и объективность в подаче информации, интерес к проблемам городской жизни, защите прав граждан».

### 95 лет
Поздравление коллективу издания направил губернатор Петербурга Георгий Полтавченко: 
«Судьба первой в нашей стране молодёжной газеты неразрывно связана с Петроградом — Ленинградом — Санкт-Петербургом. За свою почти столетнюю историю „Смена“ ни разу не меняла названия, жила, училась и „взрослела“ вместе с городом и страной. В тяжёлые блокадные годы газета поддерживала ленинградцев, поднимала боевой дух бойцов фронта, и это было лучшим подтверждением того, что наш город живёт и верит в победу».
В Петербурге, в Балтийском медиа-центре (Каменноостровский проспект, 67) в честь юбилея была открыта выставка «Смена поколений». В её экспозицию вошли архивные газетные полосы газеты «Смена», отражающие разные периоды истории Петербурга и России.

## Главные редакторы
- Белякова, Алла Алексеевна, 1966—1973
- Балуев, Герман Валерианович, 1974—1975[11]
- Селезнёв, Геннадий Николаевич, 1975—1980
- Фёдорова, Татьяна, 1981—1986
- Югин, Виктор Алексеевич, 1986—1990
- Леонтьева, Галина Александровна
- Разоренов, Алексей Юрьевич
- Засорин, Олег Александрович, с июля 2002 года[12]

## Сотрудники разных лет
- Аренин (Коганер), Эдуард Миронович — очеркист, 1970-е гг.[13]
- Алянский, Юрий Лазаревич (1921—2014) — журналист, писатель[14].
- Виктор Богорад — художник-карикатурист с 1970-х гг.
- Бюргановский, Дмитрий Анатольевич — художник, автор логотипа.
- Воронов, Юрий Петрович — зав. отделом студенческой молодёжи, редактор, зам. гл. редактора (1954—1959).
- Гиль, Владимир Самойлович — технический секретарь, журналист (1924—1936).
- Кокосов, Виктор Николаевич — журналист, 1980-е гг.
- Константинов, Андрей Дмитриевич — корреспондент, организатор и руководитель отдела криминальной хроники, 1990-е гг.
- Корчной, Виктор Львович — шахматный комментатор[11].
- Магазинер, Семён Абрамович — фотограф, фоторепортёр.
- Самойлов, Александр Альбертович — корреспондент криминального отдела в 1994—1996 гг.
- Соловьёв, Владимир Исаакович — редактор отдела культуры и искусства, 1960 г.;
- Ника Стрижак — корреспондент, 1980-е гг.
- Чуди, Ирина Владимировна (1933—2020) — зав. отделом оформления газеты[15].
- Шелин, Сергей Григорьевич (1990-1991, 1993-1996) — журналист, обозреватель.
- Максим Максимов, Александр Поздняков, Владимир Стругацкий, Георгий Урушадзе, Алиса Лисицина, Елена Тимошенко, Наталья Ипатова, Вадим Несвижский, Руслан Линьков, Вера Кричевская, Александр Горшков, Андрей Петров, Владлен Чертинов, Пётр Годлевский, Валерий Татаров, Татьяна Зазорина, Ирина Потехина, Александр Беленький, Валентин Илюшин, Виктория Морозова, Жанна Дэмбо, Александра Почтенная, Эмма Беленкова, Дмитрий Запольский, Георгий Арефьев, Михаил Белоусов и др.

## Публикации
- «„Алиса“ с косой чёлкой» — статья от 22 ноября 1987 года журналиста Виктора Кокосова с критикой рок-группы «Алиса» и её лидера Константина Кинчева.